# Liu Cixin

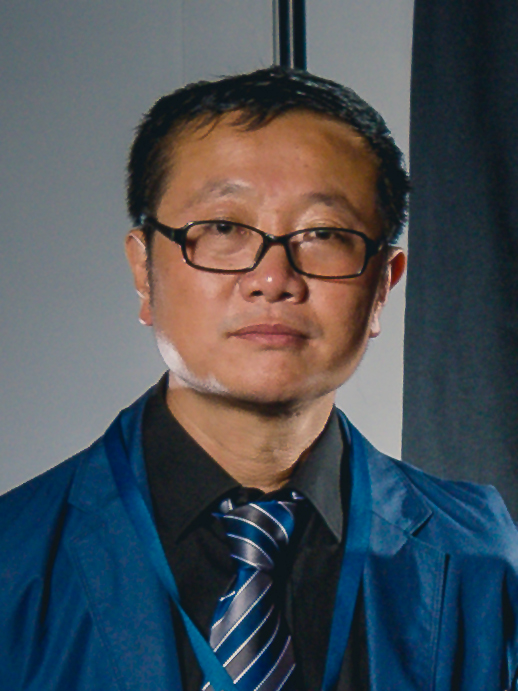
Liu Cixin auf der Worldcon 75 in Helsinki vor der Verleihung des Hugo Award im Jahr 2017.

Liu Cixin (chinesisch 劉慈欣 / 刘慈欣, Pinyin Liú Cíxīn, IPA (hochchinesisch) [lˈjǒuː tsʰɨ̌ˈɕíːn]; * 23. Juni 1963 in Peking, China) ist ein chinesischer Science-Fiction-Schriftsteller.
Neben Wang Jinkang und Han Song zählt er zu den „drei Großen“ oder „drei Großmeistern“ der chinesischen Science-Fiction (in Analogie zu Arthur C. Clarke, Isaac Asimov und Robert A. Heinlein im Westen), gelegentlich wird auch He Xi mit hinzugezählt. Seine Werke verhalfen dem Genre der Science-Fiction in China zu großer Beliebtheit, was die Karrieren anderer chinesischer Science-Fiction-Schriftsteller stark vorantrieb oder sogar begründete, wie etwa die von Baoshu.
Nach englischer Übersetzung seines bekanntesten Werkes Die drei Sonnen (三体,  Sān tǐ) durch Ken Liu gelang ihm aufgrund dessen Weiterempfehlung durch berühmte Persönlichkeiten wie Barack Obama und Mark Zuckerberg der Aufstieg zu internationaler Bekanntheit.
Liu ist neunfacher Gewinner des Galaxy Award und gewann im Jahr 2015 den renommierten Hugo-Award für den besten Science-Fiction-Roman.
Seine Werke wurden in China bereits in Filmen und Serien adaptiert sowie in den Vereinigten Staaten ebenfalls von Netflix.

## Leben
Liu wurde in Peking geboren und stammt aus der Provinz Shanxi, wuchs jedoch in der Provinz Henan auf. 1988 absolvierte Liu, dessen Eltern Minenarbeiter waren, in Zhengzhou eine Technikerausbildung. Anschließend arbeitete er als Computertechniker in einem abgelegenen Kraftwerk in seiner Heimatprovinz Shanxi. Seine Erfahrungen und sein Wissen aus dieser Zeit hat er mehrfach in seinem literarischen Werk verarbeitet.
Liu ist verheiratet und hat eine Tochter.

## Werk

### Trisolaris-Trilogie
Lius wichtigstes und bekanntestes Werk ist die Trisolaris-Trilogie. Der erste Band, Die drei Sonnen (三体), wurde 2007 veröffentlicht. Westlichen Lesern wurde es durch die englische Übersetzung von Ken Liu bekannt, die erstmals 2014 erschien und 2015 – als erster Roman eines chinesischen Autors – den angesehenen Hugo-Award in der Kategorie Bester Roman erhielt.
Die deutsche Übersetzung der Drei Sonnen erschien 2017. 2018 erschien der zweite Band Der dunkle Wald auf Deutsch, 2019 der dritte und abschließende Band Jenseits der Zeit. Dem Deutschlandradio zufolge setze Liu mit seiner intelligenten Trilogie „neue Standards“ im Science-Fiction-Genre.

### Weitere Werke
Weiterhin erschienen 2017 und 2018 die Novellen Spiegel und Weltenzerstörer auf Deutsch. 2019 erschien mit Die wandernde Erde ein Sammelband mit elf Erzählungen. Die Kurzgeschichte Mondnacht erschien 2020 in der von Ken Liu herausgebrachten Anthologie chinesischer Science-Fiction, Zerbrochene Sterne.

## Trivia
Barack Obama zeigte sich 2017 als Fan von Lius Trilogie und traf ihn später, um über zukünftige Publikationen zu sprechen. Auch Facebook-Gründer Mark Zuckerberg empfahl das Werk öffentlich. Aus dem deutschsprachigen Raum empfahlen unter anderem Denis Scheck und Dietmar Dath die Lektüre der Drei-Sonnen-Trilogie.

## Bibliografie (Auswahl)

### Romane
- 1989: China 2185 (中国2185)
- 2003: Supernova (The Era of Supernova, 超新星纪元); im Dezember 2021 auf Deutsch erschienen, ISBN 978-3-641-24533-7.
- 2004: Kugelblitz (球状闪电); im Mai 2020 auf Deutsch erschienen, ISBN 978-3-453-32030-7.
- Trisolaris-Trilogie (三体三部曲):
  - 2007: Die drei Sonnen (三体); 2017 auf Deutsch erschienen, ISBN 978-3-453-31716-1.
  - 2008: Der dunkle Wald (黑暗森林); 2018 auf Deutsch erschienen, ISBN 978-3-453-31765-9.
  - 2010: Jenseits der Zeit (死神永生); 2019 auf Deutsch erschienen, ISBN 978-3-453-31766-6.

### Sammlungen
- 2008: Die wandernde Erde (流浪地球); im Januar 2019 auf Deutsch erschienen, ISBN 978-3-453-31924-0.
  - 2000: Die wandernde Erde (流浪地球)
  - 2005: Gipfelstürmer (山)
  - 2003: Das Ende der Kreidezeit (白垩纪往事)
  - 2002: Die Sonne Chinas (中国太阳)
  - 2005: Um Götter muss man sich kümmern (赡养上帝)
  - 2010: Fluch 5.0 (太原诅咒)
  - 1998: Das Mikrozeitalter (微纪元)
  - 2002: Weltenzerstörer (吞食者)
  - 2005: Die Versorgung der Menschheit (赡养人类)
  - 1998: Durch die Erde zum Mond (地球大炮)
  - 1999: Mit ihren Augen (带上她的眼睛)
- 2020: Hold Up the Sky; im Oktober 2020 auf Englisch erschienen, ISBN 978-1-83893-760-7.
  - 2001: Der Dorflehrer (乡村教师)
  - 2014: The Time Migration, englisch für Zeitmigration (时间移民, Pinyin shíjiān yímín)
  - 2009: 2018-04-01 (2018年4月1日)
  - 2000: Fire in the Earth, englisch für Feuer in der Erde (地火, Pinyin dìhuǒ)
  - 1999: Contraction, englisch für Kontraktion (坍缩)
  - 2004: Spiegel (镜子)
  - 2005: Ode to Joy, englisch für Ode an die Freude (欢乐颂)
  - 2001: Full Spectrum Barrage Jamming, englisch für Rocken auf ganzer Frequenz (全频带阻塞干扰, Pinyin quán píndài zǔsāi gānrǎo)
  - 2002: Meer der Träume, (梦之海)
  - 2003: Cloud of Poems, englisch für Wolke der Gedichte (诗云, Pinyin shīyún)
  - 2003: The Thinker, englisch für Der Denker (思想者, Pinyin sīxiǎng zhě)
  - 2009: Mondnacht
- 2025: Der Blick von den Sternen; am 12. März 2025 auf Deutsch erschienen, ISBN 978-3-453-27508-9.
  - Kurzgeschichten:
    - 1999: Walgesang (鲸歌, Pinyin jīng gē); 2015 auf Chinesisch, ISBN 978-7-5505-0883-5.
    - 2001: Der Bote
    - 1999: Schmetterling
    - 1998: Das Ende des Mikrokosmos
    - 2001: Schicksal
    - 2001: Der Einstein-Äquator

  - Essays:
    - 2015: Time Enough for Love
    - 2009: A Journey in Search of Home
    - 2009: Thirty Years of Making Magic Out of Ordinariness
    - 2011: One and One Hundred Thousand Earths
    - 2010: On Finishing Death's End
    - 2002: The Battle Between Sci-Fi and Fantasy
    - 1999: The "Church" of Sci-Fi
    - 2014: Poetic Science Fiction
    - 2001: Civilization's Expanse in Reverse
    - 2015: The Dark Forest Theory
    - 2005: The World in Fifty Years
    - 2004: On Ball Lightning
    - 2001: We're Sci-Fi Fans

### Weitere Kurzgeschichten
- 2003: The Glory and the Dream (光荣与梦想, Pinyin guāngróng yǔ mèngxiǎng); 2018 auf Chinesisch, erschienen in der sechsbändigen Science-Fiction-Reihe für Kinder (Band 6), ISBN 978-7-110-09821-9.

## Hörspiel-Adaptionen
2017 produzierten der WDR und der NDR Lius Die drei Sonnen als zwölfteiliges Hörspiel unter der Regie von Martin Zylka, das vom Radiosender WDR 5 in der Zeit vom 25. bis 29. Dezember 2017 erstausgestrahlt wurde. 2018 erschien ebendort auch der zweite Teil der Trilogie, Der dunkle Wald, als 4-teiliges Hörspiel. Im Dezember 2020 wurde der Dritte Teil, Jenseits der Zeit, als 6-teiliges Hörspiel veröffentlicht. Im März 2024 veröffentlichte der WDR alle drei Staffeln erstmals zusammen in einem Podcast.

## Verfilmungen
Die Kurzgeschichte Die wandernde Erde (erschienen in der Anthologie Die wandernde Erde) wurde in China unter der Regie von Frant Gwo verfilmt. Liu war daran als ausführender Produzent beteiligt und half bei der Erweiterung der Geschichte. Die wandernde Erde erschien am 5. Februar 2019 und Die wandernde Erde II erschien am 22. Januar 2023. Die wandernde Erde III mit voraussichtlicher Veröffentlichung im Jahr 2027 ist bereits in Planung.
Die Science-Fiction-Komödie Crazy Alien basiert grob auf seiner Kurzgeschichte Der Dorflehrer, welche auf Englisch in der Sammlung Hold Up the Sky erschienen ist.
Am 23. August 2019 wurde der Beginn der Entwicklung einer Verfilmung seines ersten Romanes Supernova bekanntgegeben.
Am 15. Januar 2023 veröffentlichte TenCent die ersten Episoden der auf der Trisolaris-Trilogie basierenden TV-Serie Three-Body auf YouTube.
3 Body Problem ist eine US-amerikanische Science-Fiction-Serie, die auf der Trisolaris-Trilogie basiert. Die von Netflix produzierte Serie wurde am 21. März 2024 veröffentlicht.

## Auszeichnungen
- Neunfacher Preis Kehuan Shijie („SF World“) Yinhe („Galaxy“): 1999–2006,[1] 2010.
- Preis World Chinese Science Fiction Association’s Xingyun („Nebula“) für den besten Autor: 2010.[5]
- Hugo Award 2015 für den besten Roman für The Three-Body Problem[7] (die englische Fassung von Die drei Sonnen)
- Xingyun Award for Best Achievement 2015[21]
- Kurd-Laßwitz-Preis 2017 für Die drei Sonnen in der Kategorie Bestes ausländisches Werk
- Locus Award 2017 für Death’s End in der Kategorie Bester Science-Fiction-Roman
- Premio Italia 2018 für die Übersetzung von Die drei Sonnen in der Kategorie Internationale Science-Fiction
- Arthur C. Clarke Award for Imagination in Service to Society 2018 für den Autor
- Seiun Award 2019 für The Circle
- Benennung eines Asteroiden nach ihm am 2. Mai 2022: (541508) Liucixin.[22][23]